# Cyclaspis usitata
Cyclaspis usitata is een zeekommasoort uit de familie van de Bodotriidae. De wetenschappelijke naam van de soort is voor het eerst geldig gepubliceerd in 1932 door Hale.